# COVERS6
「COVERS6」（カバーズ・シックス）は、ジェロのカバー・アルバム。

## 概要
- シリーズ第6弾。ジャンルに関係なく時代を作ったヒット曲から選曲されている。

## 収録曲
1. 心のこり
1975年 細川たかし
2. よこはま・たそがれ
1971年 五木ひろし
3. 別れの朝
1971年 ペドロ&カプリシャス
4. ワインレッドの心
1983年 安全地帯
5. 聖母たちのララバイ
1982年 岩崎宏美
6. およげ!たいやきくん
1975年 子門真人
7. 星影のワルツ
1968年 千昌夫